# 당신이 몰랐던 것들
"당신이 몰랐던 것들"은 2013년에 개봉한 대한민국의 영화이다.

## 캐스팅
- 지웅 : 강혁 역
- 김경원 : 수현 역
- 이상훈